# Jardin botanique de Tbilissi

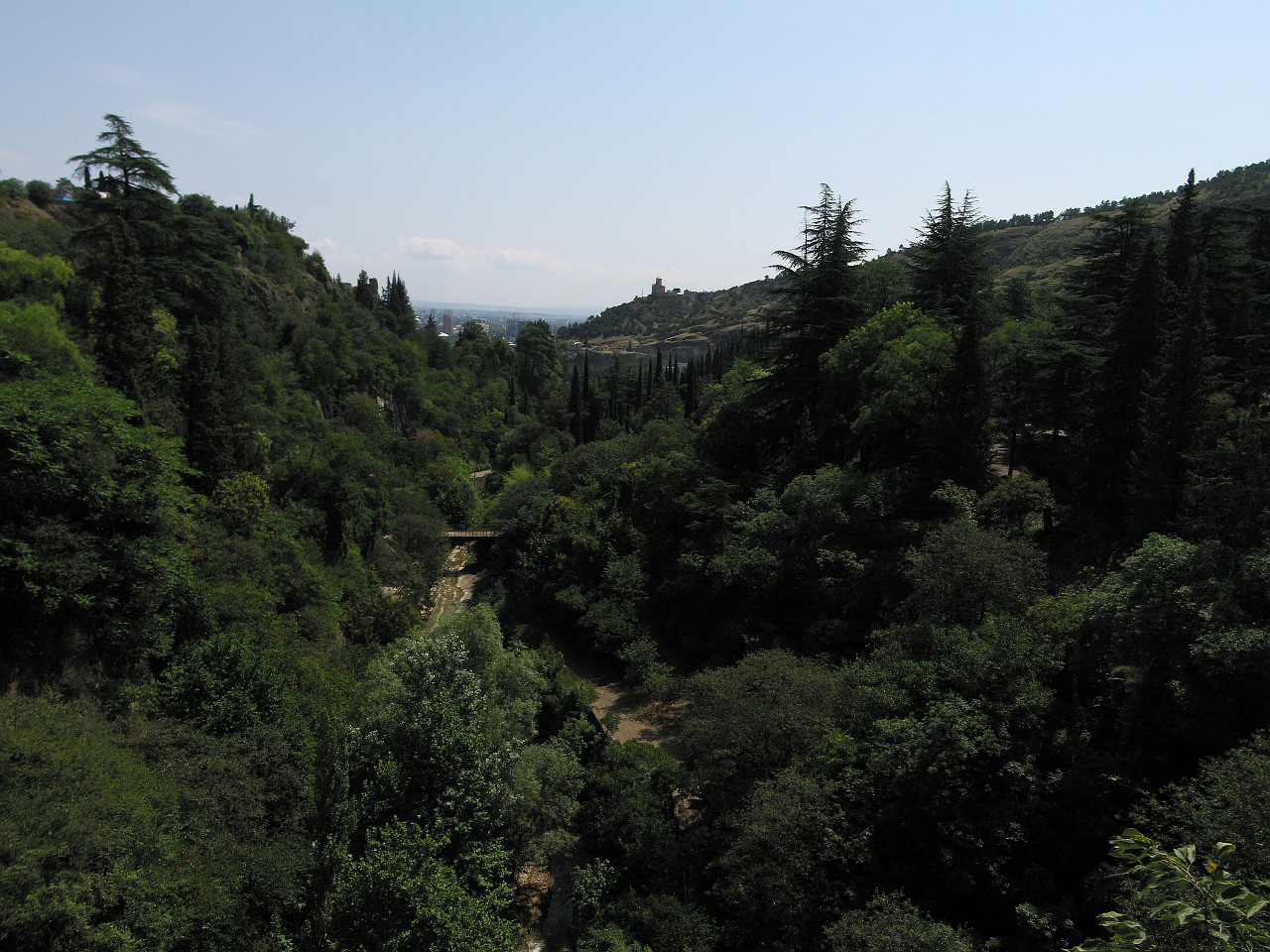
Vue du jardin botanique de Tbilissi.

Le jardin botanique de Tbilissi, ou jardin botanique national de Géorgie, (en géorgien: თბილისის ბოტანიკური ბაღი; en russe :  Тбилисский ботанический сад), jardin impérial de Tiflisavant 1845, jardin botanique impérial de Tiflis avant 1917, est un jardin botanique situé à Tbilissi.   Il se trouve au sud-ouest de la capitale géorgienne au pied de la forteresse de Narikala dans la vallée de la rivière Tsavkisistskali et s'étend sur 128 hectares. Il dépend de l'Académie des sciences de Géorgie depuis 1943.

## Historique

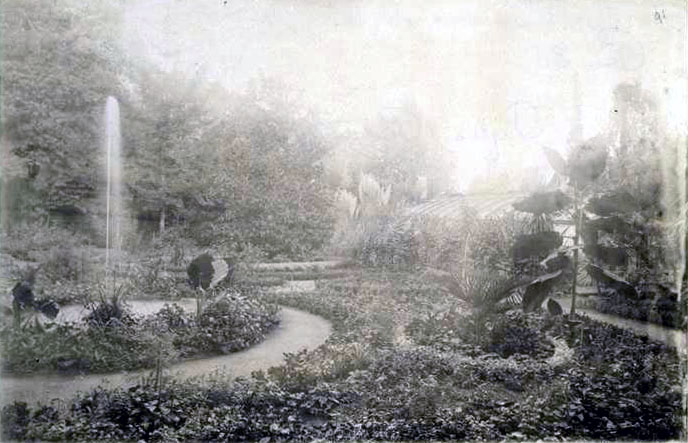
Vue d'un bassin et d'une serre du jardin botanique vers 1870

L'histoire de ce jardin botanique se déroule depuis quatre siècles environ. Le jardin impérial de Tiflis a été décrit par le voyageur français Jean Chardin en 1671 et par le botaniste Joseph Pitton de Tournefort en 1701. Il est cartographié à l'époque du prince Vakhoucht Bagration en 1735. Le jardin est renommé à la fin du XIXe siècle pour ses collections d'orchidées. C'est le botaniste allemand, Heinrich Scharrer, qui lui donne son éclat entre 1861 et 1889 et qui l'agrandit. C'est lui qui fait construire des orangeries et des serres pour les plantes tropicales et subtropicales et fait construire un musée botanique en 1886. Son successeur, Adolf Christian Roloff, poursuit jusqu'en 1902 les recherches et les échanges de graines tant dans l'Empire russe qu'à l'étranger.
Le jardin est agrandi encore à plusieurs reprises vers l'ouest entre 1896 et 1904. Le botaniste Alexandre Fomine y travaille entre 1902 et 1914, ainsi que Youri Voronov. Il tombe en décrépitude après la Révolution d'Octobre, mais heureusement il est systématiquement réaménagé après 1945. Le jardin rejoint l'ancien cimetière musulman entre 1932 et 1958 où est enterré le poète Mirza Akhoundov.
Le jardin fait partie aujourd'hui de la World Botanical Gardens International Association. Grâce à son Index seminum, il est relié à 150 autres jardins botaniques. Il est associé en particulier avec le jardin botanique de Bonn et celui de Munich.

## Description
Le jardin botanique regroupe 3 500 espèces végétales de Géorgie et d'autres parties du monde. Son arboretum est remarquable et abrite entre autres des espèces endémiques du Caucase, avec une pinède inaugurée en 1898. Certains arbres ont plus de deux cents ans d'âge, comme un Celtis caucasica de 16 m de hauteur, un Zelkova carpinifolia de 32 m, un Pinus pityusa de 31 m, etc. On peut admirer également des spécimens de Ginkgo biloba, Cedrus deodara, ou de nombreux Cupressus sempervirens f pyramidalis ainsi que des individus Juglans regia.
Environ 700 espèces de plantes présentes ici sont endémiques du Caucase dont 370 inscrites au livre rouge des espèces menacées. Elles sont systématiquement collectionnées et protégées depuis les années 1970. On peut distinguer: Osmunda regalis, Astragalus caucasicus, Globularia trichosantha, Populus euphratica, Tulipa biebersteiniana, Iris lasica, Iris iberica, Berberis iberica, Quercus imeretina, Pinus pityusa, Betula raddeana, Arbutus andrachne et Phillyrea decora.
La rivière Tsavkisistskali est traversée par trois ponts dont l'un, construit en 1914, fait face à la cascade.

## Illustrations

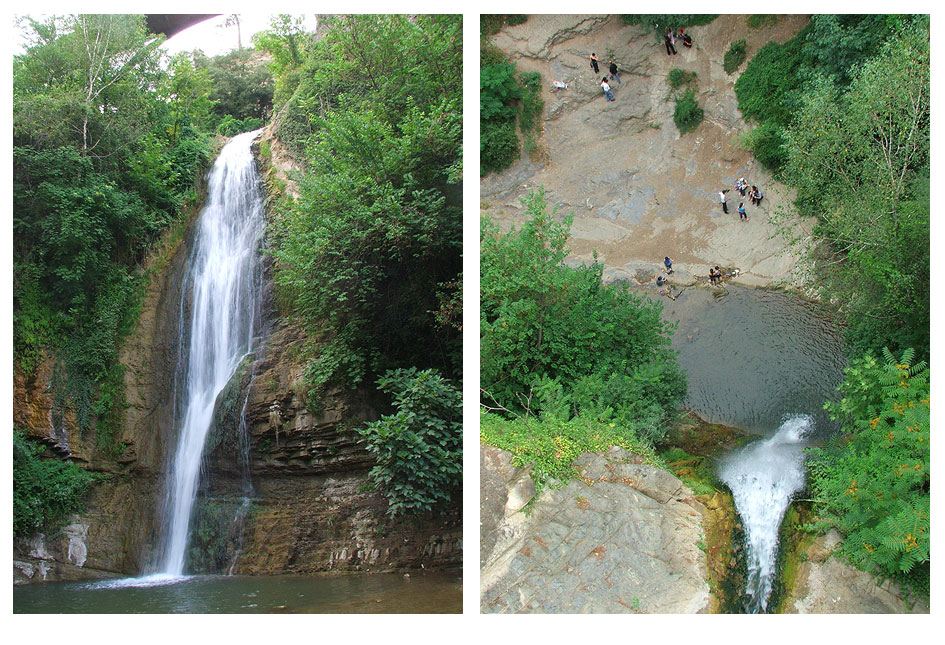
Vues de la cascade du jardin botanique
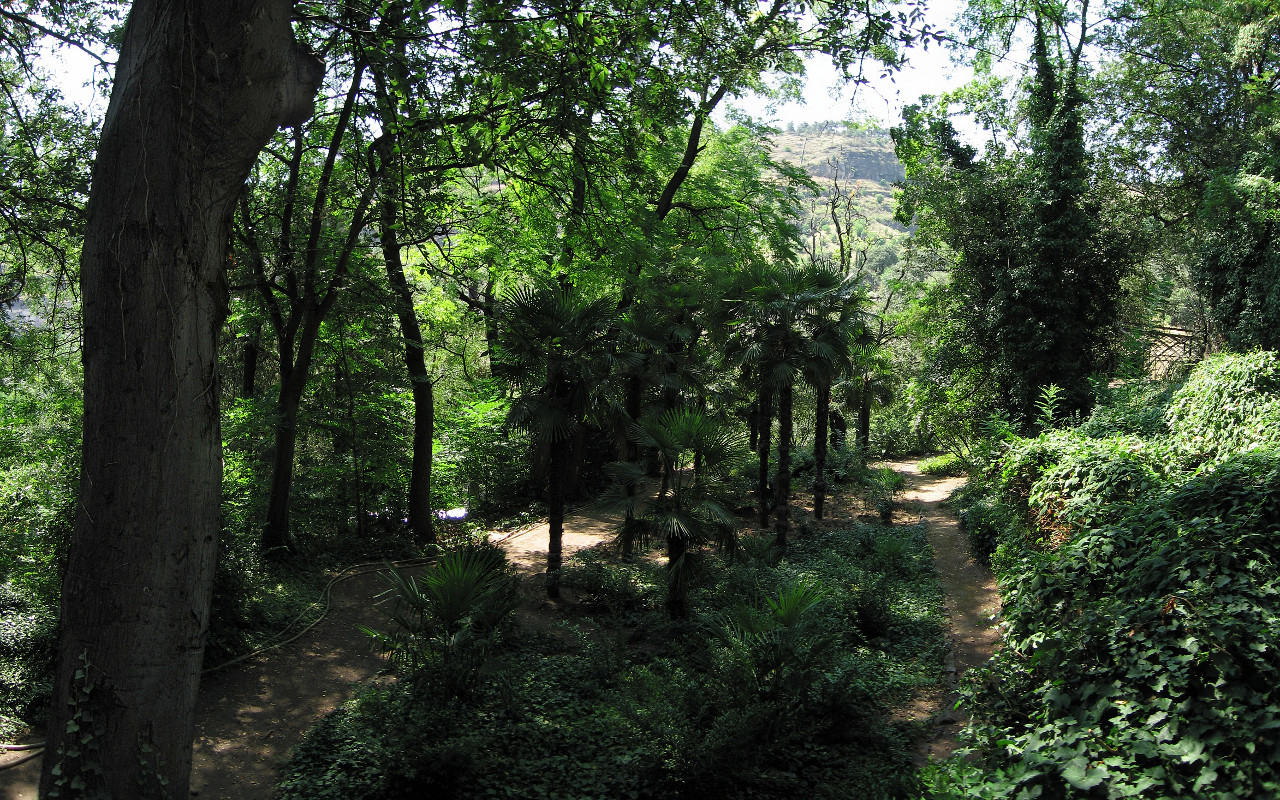
Quelques palmiers du jardin botanique
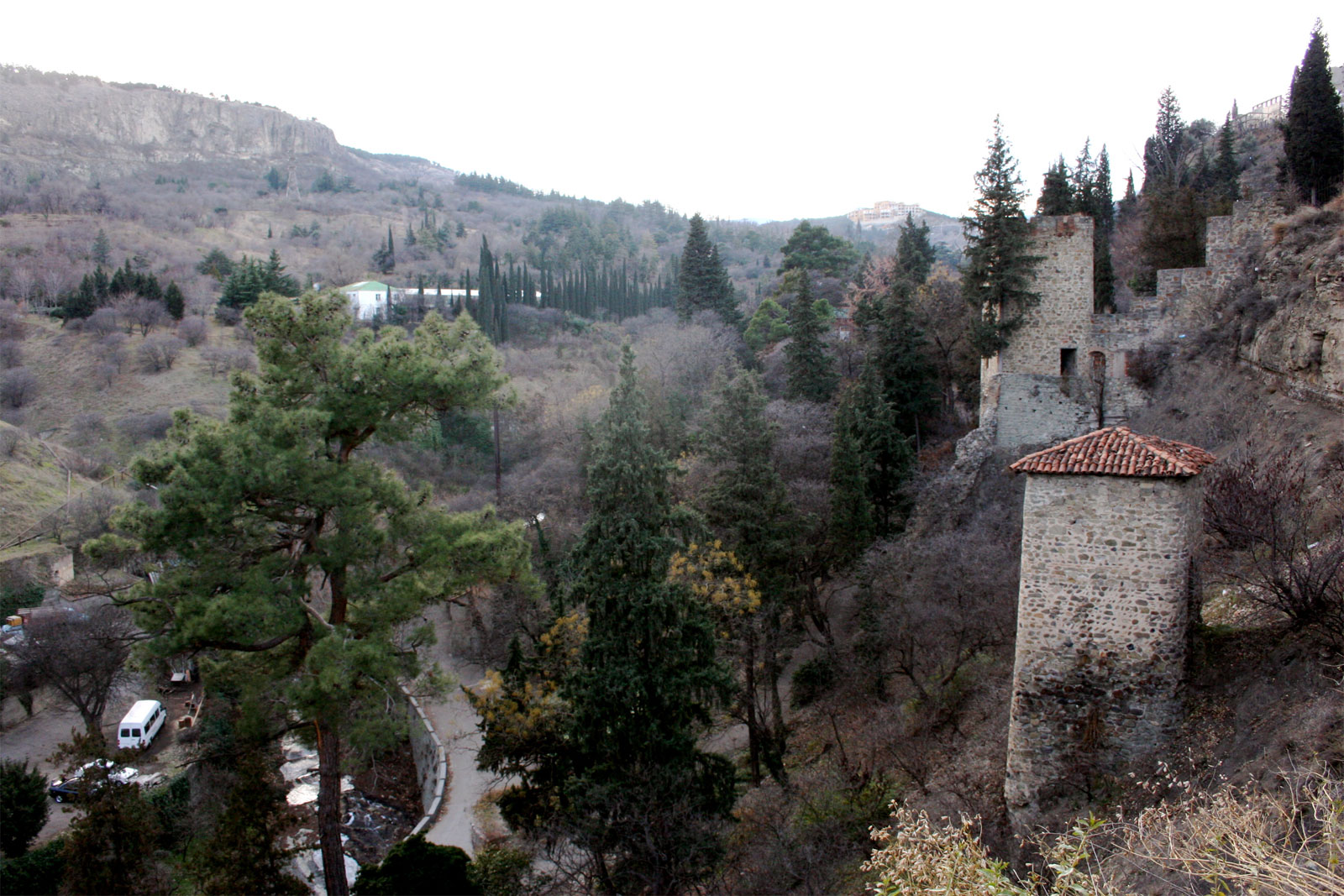
Vue du jardin botanique en hiver

## Source
- (de) Cet article est partiellement ou en totalité issu de l’article de Wikipédia en allemand intitulé « Botanischer Garten Tiflis » (voir la liste des auteurs).